# 경인선 부평역 크레인 전복 사고
경인선 부평역 크레인 전복 사고(京仁線富平驛起重機顚覆事故)는 2015년 9월 16일 오후 2시 35분경에 인천광역시 부평구 부평2동 경인선 부평역 인근 재건축 빌라 공사현장에서 작업 중이던 크레인 2대가 전복되어 전차선이 파손된 사고이다.

## 사고 개요
이 사고는 2015년 9월 16일 오후 2시 35분 경에 부평2동 부평역 인근에서 재건축을 위해 작업 중이던 고정식 타워 크레인이 넘어지면서 이동식 차량 크레인을 덮쳤고, 이동식 차량 크레인도 같이 넘어지면서 부평역 전차선을 덮치면서 전차선이 파손되면서 일어났다.

## 사고 원인
전복 원인은 인근 오피스텔 공사장에서 40m 고정식 타워용 크레인과 20m 높이의 이동식 차량 크레인을 설치하는 과정에서 고정식 크레인을 지탱하는 지지대부분이 파손되면서 발생했다.

## 사고 여파
사고 발생으로 인해 인천역과 부천역 사이의 구간에 한하여 운행이 중지되었으며, 서울에서 경인선에 들어오는 열차는 모두 부천행으로 변경되었고, 1호선을 이용해 부천역 서쪽으로 퇴근하는 사람들이 버스로 몰리면서 해당 노선의 버스가 거의 만차가 되었다.
사고 당일 복구가 되지 않아 다음 날에도 영향이 있을 수도 있다는 우려가 있었으나 다음 날 첫 차 운행 전 복구가 완료되어 정상적으로 운행하였다. 이에 따라 부천버스 소속 88번 버스 외에도 인천시내버스 일부 노선도 기존의 부평역과 송내역에 운행해 오던 차량들을 부천역까지 연장 운행되기도 하였다.

## 피해 규모
- 인명 피해 : 부상자 3명 (모 연예인의 여동생 포함)
- 재산 피해 :